# Screensaver Lifesaver
Screensaver Lifesaver è un progetto di calcolo distribuito funzionante durante lo screensaver per combattere il cancro.
Il sito operativo del progetto è situato al Centre for Computational Drug Discovery (Centro computazionale per la scoperta di medicinali) all'Università di Oxford.
Il principale finanziatore del progetto è la National Foundation for Cancer Research, un'organizzazione no profit con sede nel Maryland.
Il 27 aprile 2007 il progetto è terminato. Nei suoi due anni di vita il progetto ha coinvolto più di 3 milioni e mezzo di computer dislocati su oltre 200 paesi.

## Software
Il software del progetto chiamato United Devices Agent è usabile su tutte le versioni di Microsoft Windows tranne Windows 95.